# Храмове в Пловдив
Храмове в Пловдив имат всички религии. В града преобладава християнското население от всички клонове на християнската религия – православни, католици, арменско-апостолическо изповедание, протестанти. В града има мюсюлманска и еврейска общности.

## История
Духовната и религиозната история на Пловдив е преплитане на духовни ценности на религиозни доктрини на мажоритарни и малцинствени групи на различни етапи от многовековното развитие на града.
Филипополската епархия е създадена около 36 г. като първият неин епископ е ученикът на апостолите Павел и Андрей – епископ Ерма (изписван и Ерм). Апостол Павел го ръкополага за епископ. Филипополска голяма базилика функционирала през V – VI в., най-вероятно е била епископската катедрала на града, а Малката базилика на Филипопол е от приблизително същото време е построена в чест на Флавий Василиск.
В града е имало древна синагога използвана през III-VI в. През IV в. настъпва нов живот в духовния живот на града, след приемането на християнството като официална религия в Римската империя, градът става важен религиозен център. През VII век Филипополската епархия е издигната в митрополия, която обхваща също епископиите със седалище в Диоклецианопол, Севастопол и Диоспол, а митрополитът е наричан „екзарх на Тракия Драговица“. През VIII век подчинени на филипополския митрополит са още епископите на Берое, Маркели, Литопросопос, Декастера и Леведос – общо осем. По-късно по времето на цар Симеон в края на IX в. те достигат 10. Тогава в пределите ѝ влизат Тракия, Средногорието и голяма част от Родопите.
Със завладяване на града от османците около 1368 г. християнските храмове значително намаляват. Някои са обърнати в джамии, други изоставени или разрушени. Скоро след това е построена Джумая джамия. Първоначално наричана Мурадие джамия по името на султан Мурад, финансирал строителството ѝ. Става въпрос за султан Мурад I (1362 – 1389) или султан Мурад II (1421 – 1451).
Немският протестантски богослов и проповедник Стефан Герлах посещава града през 1578 г. и в своите записки отбелязва, че в града имало осем църкви, главна от които била „Света Марина“ и е видял развалините на разрушената стара църква „Свети Парашкева“. Гърците са преобладавали в християнските общности по това време.
През XVI век в Пловдив се заселват голям брой сефарадски евреи. Около 1623 г. отец Антон Батор от Никопол, следвал в Климентинската колегия в Рим, е бил капелан за Дубровнишки търговци в Пловдив. На него му е било възложено също да покръства павликяните от Пловдив и околните села. Католическата енория в Пловдив датира от 1768 г. и се формира главно с приемане на католицизма от павликянското малцинство в града.
През XVII век пристига компактна група арменци от Галиция. В резултат от нарастващата арменска колония през 1767 г. е получен султански ферман, в който се разпорежда на местните гърци да предадат една от осемте си църкви в Пловдив на арменците за техен молитвен дом.
Kатолически храм има отбелязан в „План на град Пловдив и околността" от 1827 г., съставен от френския запасни офицер Йегершмид
Българското население в Пловдив значително нараства в началото на XIX в. с преселване на богати родове от Копривщица, които подпомагат изграждане на нови православни храмове.
Протестантското движение в града е сравнително младо. През 1858 г. в Пловдив пристигат първите мисионери. Обществото се разраства и се организира през 1883 година в официална евангелска църква. Пловдив става мисионерска станция,
След подписване на спогодбата за религиозните свободи на Хатихумаюна през 1856 г. се появяват нови храмове на религиозни общности в града.
Източнокатолическата общност в Пловдив започва да се оформя още през 1883 г. по пътя на миграцията на униатите от Одринско. Енорията се учредява през 1887 г. с построяването на униатски параклис.

## Списък на храмовете

### Православни църкви
| Църква                                                | Описание | Снимка |
| ----------------------------------------------------- | --- | ------ |
| „Свети Константин и Елена“ (1832 г.)                  | Разположена е в Стария град, на прехода между Джамбаз тепе и Небет тепе, точно до източната порта на античния акропол. Построена е през 1832 г. на мястото на старата църква от майстор Петко Боз. |        |
| „Света Неделя“ (1832 г.)                              | Храм „Света Неделя“ е православна църква, носеща името на света великомъченица Неделя (Кириакия). Намира се в Стария град, под източната стена на градската крепост, в непосредствена близост до източната градска порта Хисар капия. Църквата е известна като паметник на борбите за национална църква в Пловдив                                        |        |
| „Свети Николай“ (1835 г.)                             | Предполага се, че черквата е строена по времето на българския владетел Иван Александър, някъде около 1355 г. и още тогава била посветен на свети Николай. За този стар храм споменава и Стефан Герлах в 1578 г., когато посетил града при своите пътешествия из Балканите.                                                                               |        |
| „Света Петка Стара“ (1836 г.)                         | Храм „Света Петка Стара“ или „Света Параскева“ е православна църква, посветена на света преподобна мъченица Параскева. Намира се в Стария град (Трихълмието), в непосредствена близост до Понеделник пазар. |        |
| „Свети Димитър Солунски“ (1838 г.)                    | Храмът „Свети Димитър Солунски“ се намира в Стария град. |        |
| Катедрален храм „Свето Успение Богородично“ (1844 г.) | На мястото, където днес се намира катедралната черква „Свето Успение Богородично“, според запазени до нас сведения още през ІХ – Х в. е имало красив и величествен храм, посветен на Божията Майка Света Богородица. За величието на този храм споменава също Никита Хониат, виден византийски интелектуалец, писател и управник на Пловдивската област. |        |
| Митрополитски храм „Света Марина“ (1851 г.)           | Църквата е православна на света великомъченица Марина. Намира се на ул. „Д-р Вълкович“ № 7, в подножието на античния театър. |        |
| „Свети Георги“ (1883 г.)                              | Храм „Свети Георги Победоносец“ се намира в квартал „Мараша“, на ул. „Янко Сакъзов“ № 5 до Четвъртък пазар. Църквата съществува в днешния си вид от 1883 г. и е построена върху съществуваща по-стара църква по проект na архитект Йосиф Шнитер. |        |
| Храм-паметник „Св. св. Кирил и Методий“ (1884 г.)     | Храм-паметник „Св. св. Кирил и Методий“ (известен и с дублиращото до неотдавна име „Св. Александър Невски“) е първият храм-паметник в страната благодарност към освободителите от освободения от османско владичество български народ. |        |
| „Света Петка Нова“ (1888 г./1977 г.)                  | „Света Петка Нова“ е православен храм, осветен през 1888 г. Разположен е в централната част на града на булевард „Княгиня Мария-Луиза“, в непосредствена близост до римокатолическата катедрала „Свети Лудвиг“. Празник на енорийския храм е 14 октомври, когато се почита паметта на Преподобна Петка Българска, живяла през X-XI век.                  |        |
| „Света Троица“ (1924 г.)                              | Църквата „Света Троица“ се намира в кв. „Кючука на ул. „Архимандрит Евлоги“ № 1, близо до Събота пазар. |        |
| „Свети Иван Рилски“ (1931 г.)                         | Църквата „Свети Иван Рилски“ е построена през 1931 г. и се намира в кв. „Каршияка”, ул. „Свети Иван Рилски“ и ул. „Васил Левски“ № 85. |        |
| „Свети Архангел Михаил“ (1941 г.)                     | Еднокорабна базилика с една апсида и открит нартекс, в пловдивските Централни гробища. Църквата изпълнява функциите на гробищна църква. |        |
| „Свети Климент Охридски“ (2008 г.)                    | Храм „Свети Климент Охридски“ е разположен е в квартал „Хр. Смирненски“. Храмът представлява кръстокуполна църква с височина 11 м. с дърворезбован иконостас и архиерейски трон. |        |
| „Свето Преображение Господне“ (2012 г.)               | Храм „Свето Преображение Господне“ е първата православна църква в квартал „Тракия“. Намира се до Хлебозавода, в непосредствена близост до колелото на бул. „Цар Симеон“ и ул. „Недялка Шилева“. |        |
| „Свети Николай Мирликийски“ (2015 г.)                 | Храмът „Свети Николай Мирликийски Чудотворец“ се намира в кв. „Христо Смирненски” в район „Западен” и представлява еднокорабнабазилика с височина 22 метра и площ от 200 кв. м. До него се издига 24-метрова камбанария с два вградени часовника. |        |
| „Света Матрона Московска“ (2015 г.)                   | Руската православна църква „Св. Матрона Московска“ се намира в район „Източен” на бул. „Санкт Петербург“ 39А. |        |

### Католически църкви
| Църква                                                             | Описание | Снимка |
| ------------------------------------------------------------------ | --- | ------ |
| Катедрален храм „Свети Лудвиг“ (1858 – 1861 г.)                    | Римокатолически църковен храм, който е сред основните католически храмове в България. В храма е монтиран първият в България орган.                        |        |
| Ректорален храм „Свети Йосиф“ (1899 г.)                            | Римокатолически църковен храм на енорията „Свети Лудвиг“, построен за нуждите на сестрите-йосифинки в двора на бившия католическия пансион „Свети Йосиф“. |        |
| Национално светилище „Дева Мария Лурдска“ (1909 г.)                | Римокатолически църковен храм на Софийско-Пловдивската епархия, обявена за национално светилище на католиците в България.                                 |        |
| Епархийско светилище „Свети Роко“                                  | Римокатолически църковен храм на Софийско-Пловдивската епархия, обявена за светилище на католиците в епархията. В храм се съхраняват мощи на Свети Роко.  |        |
| Униатски храм „Възнесение Господне“ (1931 г.)                      | Източнокатолически църковен храм, енорийски храм на Софийската епархия.                                                                                   |        |
| Ректорален храм „Дева Мария – Царица на ангелите“ (1934 – 1937 г.) | Римокатолически църковен храм към манастира на Братята капуцини в Пловдив.                                                                                |        |
| Ректорален храм „Свети Дух“ (1996 г.)                              | Римокатолически църковен храм, разположен в кв. „Тракия“. Храмът е в модернистичен стил. Това е първият католически храм построен в България след 1989 г. |        |

### Други църкви
| Църква                              | Описание | Снимка |
| ----------------------------------- | --- | ------ |
| Сурп Кеворк (1828 г.)               | Арменска апостолическа църква, разположена в старата част на града, на западния склон на Небет тепе.                                                                                         |        |
| Евангелска съборна църква (1899 г.) | Най-голямата протестантска църква на Балканския полуостров. Разположена на ул. „Лейди Странгфорд“ на хълма Сахат тепе. Тя е една от малкото катедралив България, построени в готически стил. |        |

### Джамии
| Джамия                                           | Описание | Снимка |
| ------------------------------------------------ | --- | ------ |
| Джумая джамия (Хюдавендигяр) (XIV-XV в.)         | Мюсюлмански храм, построен вероятно по време на управлението на султан Мурад I (1369 – 1389), върху останките на някогашния християнски храм „Св. Петка“. На югозападния ъгъл на фасадата през 1878 г. е поставен слънчев часовник, дарение от руски офицер. |        |
| Имарет джамия (Шахбединова Имарет) (1444 – 1445) | Мюсюлмански храм, построен до десния бряг на река Марица от румелийския бейлербей Шахбедин паша. |        |

### Синагога
| Храм                              | Описание                                                       | Снимка |
| --------------------------------- | -------------------------------------------------------------- | ------ |
| Пловдивска синагога (1886 – 1887) | Еврейски молитвен храм, кръстен на името на равин Даниел Цион. |        |

## Останки на храмове в Пловдив
| Храм                                   | Описание | Снимка |
| -------------------------------------- | --- | ------ |
| Филипополска голяма базилика (V–VI в.) | Късноантична църква функционирала през V–VI в., която най-вероятно е била епископската катедрала на града. Намира се в централната част на Пловдив, непосредствено до бул. „Княгиня Мария Луиза“ и католическата катедрала „Свети Лудвиг“. |        |
| Малка базилика (V-VI в.)               | Tрикорабна ранно християнска базилика от втората половина на V-VI в. |        |
| Антична синагога (III-VI в.)           | Древна синагога в град Пловдив, България, използвана през III-VI век, от която днес са запазени само основите и част от подовете. |        |

## Съществуващи сгради на бивши храмове
| Храм                       | Описание | Снимка |
| -------------------------- | --- | ------ |
| Таш кюпрю джамия (1860 г.) | Бивша джамия, намираща се в квартал Мараша на кръстовището на булевард Шести септември и улица Цар Калоян в централната част на град Пловдив. Днес се използва за ресторант.                                   |        |
| Мевлеви Хане               | Бивш дервишев мюсюлмански манастир от периода на Ранното Средновековие, разположен в архитектурен резерват Стария град на склона на Джамбаз тепе в Пловдив. Днес - комплекс в ориенто-персийски стил „Пълдин“. |        |